# Meteoriella soluta
Meteoriella soluta là một loài Rêu trong họ Pterobryaceae. Loài này được (Mitt.) S. Okamura miêu tả khoa học đầu tiên năm 1915.